# Pobudzenie nawrotne
Pobudzenie nawrotne (zwane również falą lub pętlą nawrotnego pobudzenia, ang. reentry, reentrant wave, reentrant excitation, circus movement, reciprocal excitation, reciprocating tachycardia) – obok aktywności wyzwalanej i wzmożonego automatyzmu jeden z trzech mechanizmów powstawania zaburzeń rytmu serca. Jest to najczęstszy patomechanizm w jakim powstają arytmie nadkomorowe i komorowe. Jest klasyfikowany jako zaburzenie przewodnictwa impulsów w sercu.

## Mechanizm
W trakcie prawidłowej czynności elektrycznej serca, impuls powstały w naturalnym rozruszniku serca - węźle zatokowym pobudza elektrycznie (depolaryzuje) kolejno przedsionki, węzeł przedsionkowo-komorowy, pęczek Hisa, jego odnogi, oraz poprzez sieć włókien Purkiniego mięśniówkę obydwu komór. Po objęciu depolaryzacją wszystkich struktur serca, są one przez pewien czas (zależny od danej struktury ale też od obecności niedokrwienia, leków i innych czynników) niepobudliwe i impuls elektryczny wygasa, nie mogąc pobudzić kolejnych struktur serca. Do zapoczątkowania kolejnego cyklu elektrycznego potrzebne jest kolejne wyładowanie węzła zatokowego. Okres niepobudliwości komórek mięśnia serca po poprzednim pobudzeniu nazywamy okresem refrakcji bezwzględnej. Jeśli jednak pewna grupa komórek (zwana strefą zwolnionego przewodzenia) podtrzymuje okres pobudzenia przez odpowiednio długi czas, w otaczających komórkach może przeminąć okres refrakcji a komórki te stają się ponownie pobudliwe i mogą zostać zdepolaryzowane przez impuls wychodzący ze strefy wolnego przewodzenia, co zapoczątkowuje kolejny cykl elektryczny. W praktyce klinicznej częstotliwość cyklów przekracza 150/min.

## Modele fali nawrotnego pobudzenia
Fala nawrotna na podłożu anatomicznym (ang. anatomical reentry) - w modelu tym istnieją dwie, oddzielne anatomicznie drogi przewodzenia różniące się właściwościami elektrofizjologicznymi - długością trwania okresu refrakcji oraz szybkością przewodzenia impulsu. Warunki do zaistnienia fali nawrotnej istnieją, jeżeli jedna z dróg przewodzi istotnie wolniej (co pozwala na przeminięcie refrakcji w drugiej drodze) ale ma krótszą refrakcję niż druga droga (co pozwala na pobudzenie jej przez przedwczesne pobudzenie niezdolne do pobudzenia drugiej drogi ze względu na jej dłuższy okres niepobudliwości). Ten model dobrze tłumaczy powstawanie częstoskurczu przedsionkowo-komorowego węzłowego (obecność dwóch dróg - szybko i wolno przewodzącej w łączu przedsionkowo-komorowym) oraz nawrotnego częstoskurczu przedsionkowo-komorowego w przebiegu zespołu preekscytacji (dwie drogi o różnych właściwościach: droga dodatkowego przewodzenia i łącze przedsionkowo-komorowe).
Fala nawrotna na podłożu czynnościowym (ang. functional reentry) - w tym modelu nie ma dwóch oddzielnych z anatomicznego punktu widzenia struktur, fala nawrotna może powstać w przylegających do siebie włóknach mięśnia sercowego. Muszą się one jednak różnić od siebie prędkością przewodzenia impulsu i długością okresu refrakcji. Ten model tłumaczy powstawanie arytmii nawrotnej - częstoskurczu komorowego w sercu które przebyło zawał. W sercu takim występują obszary blizny pozawałowej (komórki martwe, bez jakiejkolwiek czynności elektrycznej) oraz odległe od miejsca objętego zawałem obszary zdrowego mięśnia (z szybkim przewodzeniam i niezmienioną refrakcją). W miejscach przylegających bezpośrednio do blizny znajdują się obszary mięśnia serca zwane strefą graniczną (ang. borderline zone). Stanowiące ją komórki mięśnia sercowego nie uległy martwicy, ale są przewlekle niedokrwione. W odróżnieniu od komórek martwych, wykazują one czynność elektryczną, ale mają o wiele niższy potencjał czynnościowy i szybkość przewodzenia niż komórki zdrowe. Ich okresy refrakcji są bardzo heterogenne - ze względu na różny stopień niedokrwienia różnych obszarów, sąsiadujące grupy komórek mogą cechować się skrajnie różnymi okresami niepobudliwości. Taki układ trzech rodzajów komórek - zdrowych, niedokrwionych i martwych powoduje, iż w sercu po zawale znajduje się potencjalnie wiele obszarów, gdzie bezpośrednio sąsiadujące grupy komórek mają skrajnie różne parametry elektrofizjologiczne (prędkość przewodzenia i czas trwania okresu refrakcji). To z kolei predysponuje do powstania fali nawrotnej na podłożu czynnościowym i pojawieniu się, często zagrażającego życiu, częstoskurczu komorowego.

## Charakterystyka elektrofizjologiczna
Arytmie powstające w mechanizmie fali nawrotnej są bardzo miarowe, zaczynają się nagle i nagle przerywają, zwykle zapoczątkowuje je przedwczesne pobudzenie przedsionkowe lub komorowe (w zależności od typu arytmii). Nie występuje w nich zjawisko stopniowego przyspieszania arytmii tuż po jej rozpoczęciu (tzw. "rozgrzewanie arytmii") ani zwalnianie przed przerwaniem (tzw. "schładzanie arytmii"). Ich przerwanie można wywołać przez zablokowanie przewodzenia w jednej z dwóch dróg biorących udział w pętli pobudzenia nawrotnego. Przykładem jest np. krótkotrwałe wywołanie bloku przedsionkowo-komorowego za pomocą podania leku - adenozyny, która przerywa nawrotny częstoskurcz przedsionkowo-komorowy węzłowy lub nawrotny częstoskurcz przedsionkowo-komorowy.

## Występowanie
Fala pobudzenia nawrotnego jest mechanizmem leżącym u podstaw następujących arytmii: 
- trzepotania przedsionków,
- nawrotnego częstoskurczu przedsionkowo-komorowego węzłowego,
- nawrotnego częstoskurczu przedsionkowo-komorowego w przebiegu zespołu preekscytacji,
- niektórych postaci częstoskurczu przedsionkowego,
- większości postaci jednokształtnego częstoskurczu komorowego,
- niektórych postaci migotania przedsionków.